# انجمن امپراتوری

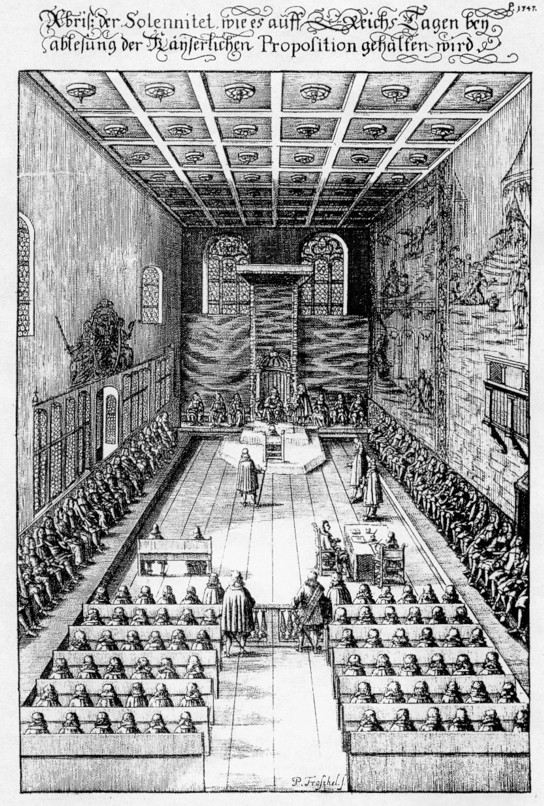
طرحی در سال ۱۶۷۵ که چینش صندلی‌ها در دیت امپراتوری مقدس روم: امپراتور و شهریاران انتخاب‌گر در بالا، شهریاران این‌جهانی چپ، حاکمان دینی در سمت راست و شهرداران شهرهای سلطنتی در زمینه.

دیت امپراتوری (لاتین: Dieta Imperii یا Comitium Imperiale; آلمانی: Reichstag) مجلس مشاور امپراتور و قانون‌گذاری در امپراتوری مقدس روم بود و جمع شدن رسمی همهٔ امرای امپراتوری برای بررسی یک یا چند مسئله را شامل می‌شد.

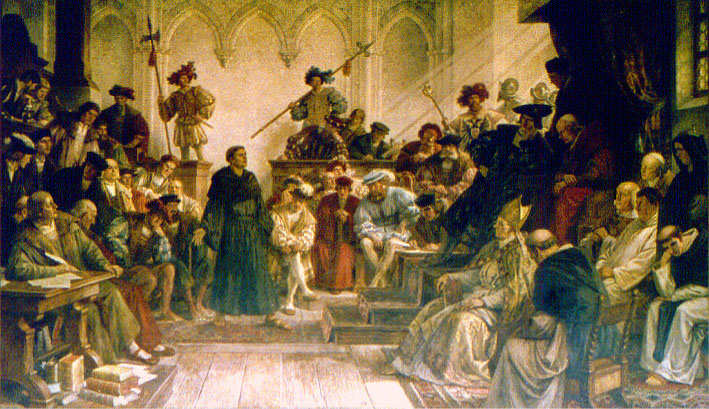
مارتین لوتر، رهبر اصلاح‌طلبان دینی در دیت امپراتوری در ۱۵۲۱ از اصلاحات خود دفاع می‌کند.